# 高智商學會
高智商學會（High IQ society）是指成員的加入必須依據智商測驗分數為條件的組織。
其中歷史最為悠久的是由 Roland Berrill 與 Lancelot Ware在1946年成立的门萨国际。此外還有 Ralph Haines 在 1966 年成立的 Intertel、1978年成立的三九学社、普羅米修斯學會和百萬學會。

## 進入條件
高智商學會的會員資格通常以多種智商測試的成績為依據；這包含了像是韋氏智力測驗、斯坦福-比奈智力量表、瑞文氏標準推理測驗，與其他多種可以評量智力的方式。與智力程度無足夠相關性的測驗（例如 1994 年後的 SAT）是不會用來作為入會資格的判斷依據。